# Upsilon Tauri
Upsilon Tauri (υ Tauri, υ Tau) è una stella bianca di sequenza principale di magnitudine +4,3, situata nella costellazione del Toro. La sua distanza è stimata in 150 anni luce dal sistema solare. Appartiene all'ammasso aperto delle Iadi.
La stella, inoltre, è una variabile Delta Scuti.

## Osservazione

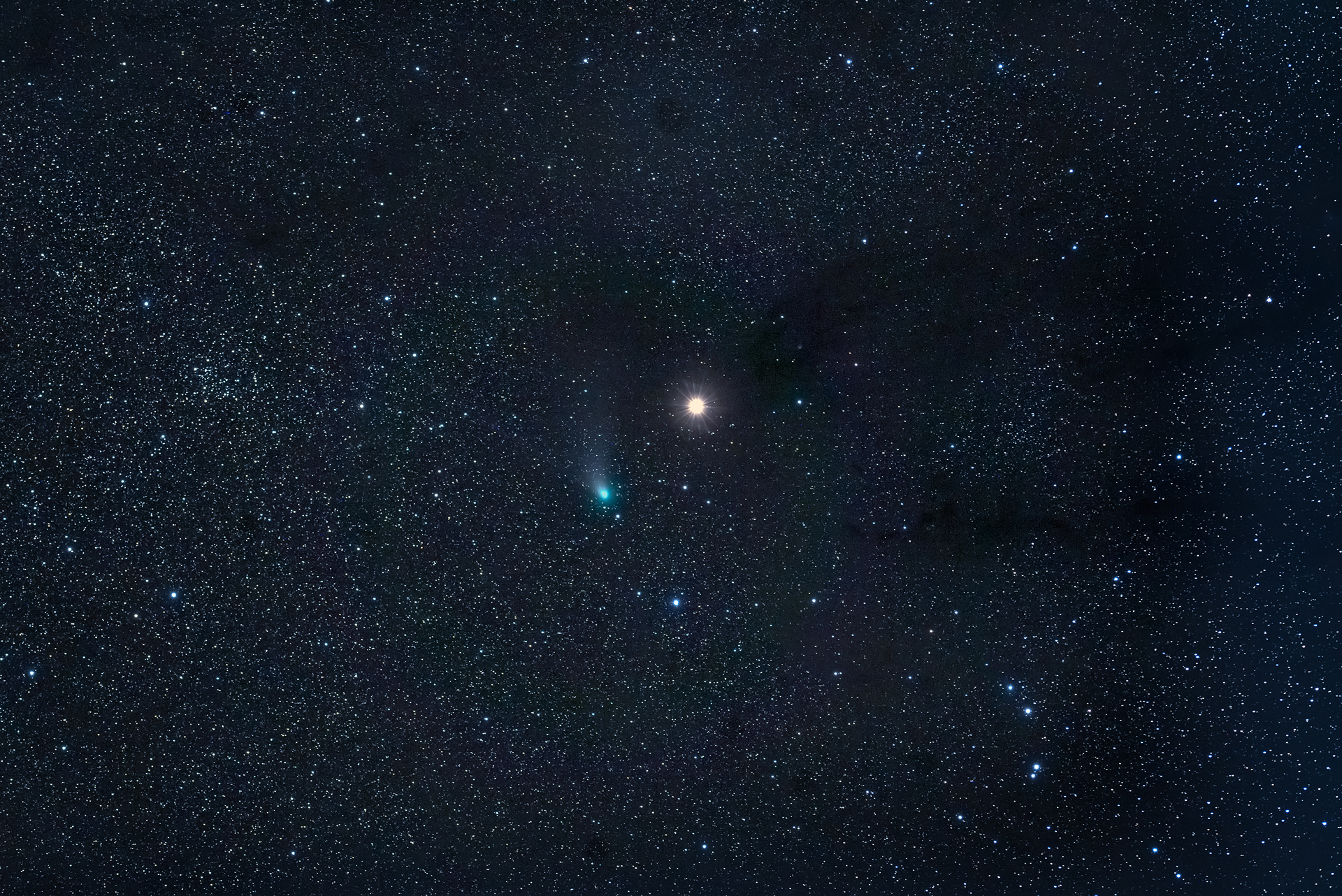
In questa fotografia della congiunzione della cometa C/2022 E3 (ZTF) con Marte del febbraio 2023, l'asterismo formato dalle due coppie di stelle υ e e κ^{1} e κ^{2} Tauri è visibile in basso a destra.

Si tratta di una stella situata nell'emisfero boreale celeste; grazie alla sua posizione non fortemente boreale, può essere osservata dalla gran parte delle regioni della Terra, sebbene gli osservatori dell'emisfero nord siano più avvantaggiati. Nei pressi del circolo polare artico appare circumpolare, mentre resta sempre invisibile solo in prossimità dell'Antartide. La sua magnitudine pari a 4,3, fa sì che possa essere scorta solo con un cielo sufficientemente libero dagli effetti dell'inquinamento luminoso. Per essere più precisi, trattandosi di una stella variabile, la sua luminosità varia tra le magnitudini 4,28 e 4,31 in circa 3 ore e mezzo.
Il periodo migliore per l'osservazione di υ Tauri nel cielo serale ricade nei mesi compresi fra fine ottobre e aprile; da entrambi gli emisferi il periodo di visibilità rimane indicativamente lo stesso, grazie alla posizione della stella non lontana dall'equatore celeste.
υ Tauri e 72 Tauri (di magnitudine 5,5) appaiono prospetticamente molto prossime tra loro, essendo separate da 0,29°. Per questo, sono talvolta indicate rispettivamente come υ1 Tauri e υ2 Tauri nella nomenclatura di Bayer. Le due stelle tuttavia non hanno alcun legame, perché distano l'una dall'altra circa 260 anni luce. Infine, poiché si collocano in prossimità dell'eclittica, possono venir occultate dalla Luna.
Nell'astronomia islamica, υ Tauri componeva l'asterismo dei Due Cani (Al Kalbain) con  φ Tauri, κ1 Tauri, κ2 Tauri e χ Tauri.

## Caratteristiche fisiche

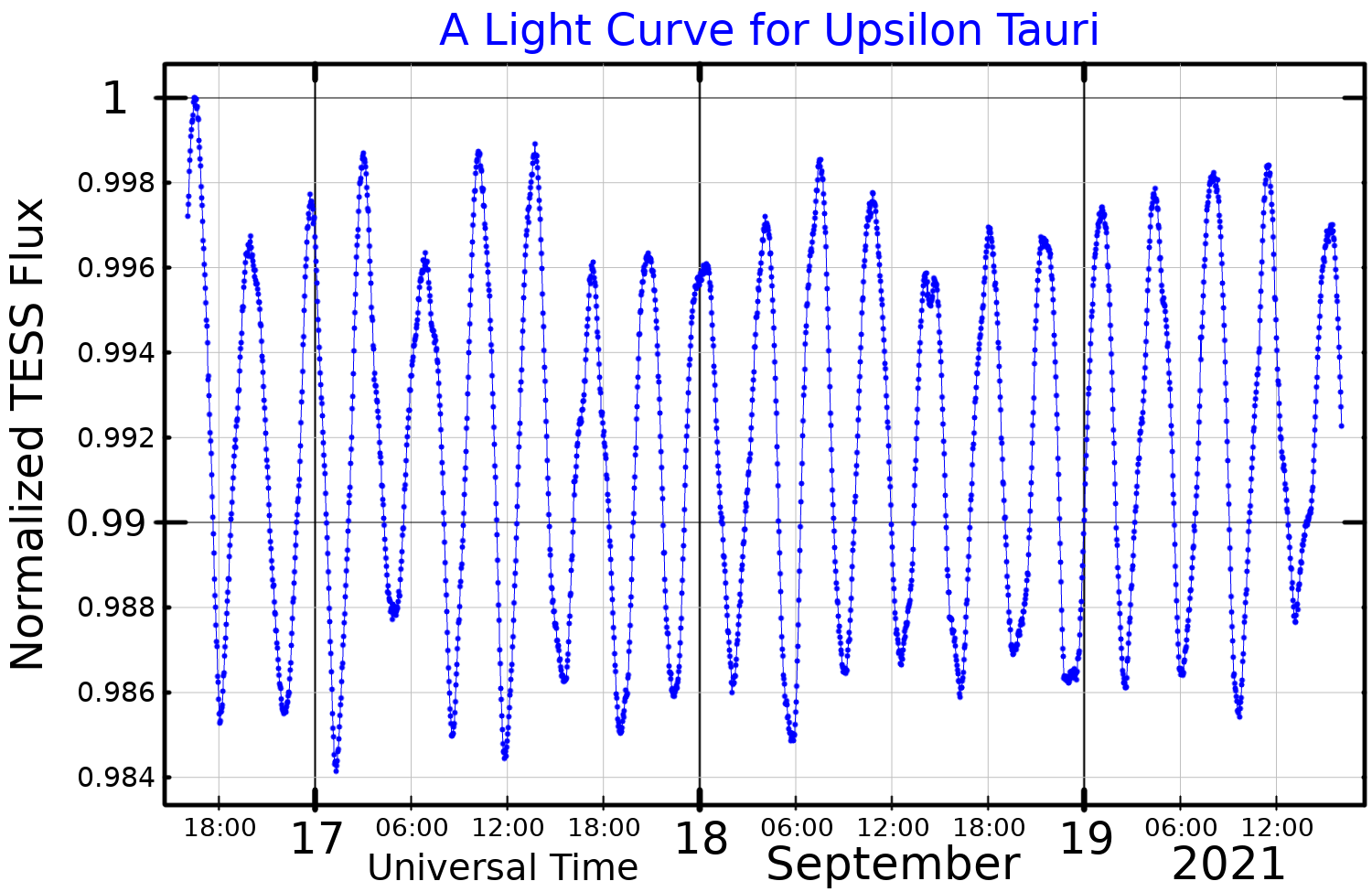
Curva di luce di υ Tauri.

υ Tauri è una stella bianca di sequenza principale, con una massa pari a 1,55 volte quella del Sole e raggio pari a 1,803 volte quello solare. Conseguentemente, la stella è considerevolmente più luminosa del Sole, ben 32,5 volte, con la sua fotosfera che raggiunge i 7398 K. L'età della stella è stimata in 827 milioni di anni.
υ Tauri è una variabile Delta Scuti; la variazione nella luminosità è determinata cioè da pulsazioni della sua superficie. Come detto, il periodo di variabilità è stato determinato in 3,56 ore. È stato determinato inoltre il periodo di rotazione della stella, pari a 9,96 ore.
La stella ha un elevato moto proprio, pari a 117,4 mas/anno, comparabile a quello degli altri membri dell'ammasso aperto delle Iadi, cui appartiene.
Con una parallasse determinata da Gaia in 21,7486 ± 0,1673 mas, la distanza dal sistema solare può essere calcolata in 45,98 pc, corrispondenti a 149,97 anni luce. Avendo una velocità radiale positiva, la stella si sta ulteriormente allontanando dal sistema solare.